# 木曜ドラマストリート
『木曜ドラマストリート』（もくようドラマストリート）は、1985年10月17日から1986年9月25日までフジテレビ系列局が編成していたフジテレビ製作の単発2時間ドラマ枠である。編成時間は毎週木曜20時02分から21時48分（日本標準時）。直前の20時から20時02分には予告ミニ番組『ドラマストリート情報』が放送されていた。

## 概要
若者・ファミリー層の視聴者向けの単発ドラマ枠『月曜ドラマランド』（毎週月曜 19:30 - 20:54）の好評を受け、1985年10月からは木曜日にも同様の視聴者層（主に中高生、ヤングミセスなど）向けの2時間ドラマ枠を新たに設定（時間枠そのものは前番組の『木曜ファミリーワイド』からそのままの編成を受け継ぐ）。こちらでもやはり主演に若手タレントやアイドルを中心に起用しながらも、放送時間が20～21時台ということもあり『月曜ドラマランド』では扱えなかった殺人事件や愛憎サスペンス等、ミステリー小説を原作にした物を中心に取り上げた。特に開始時の同年内は赤川次郎作品を毎週連続して放送するといった特色を打ち出した。また、石坂洋次郎や橋本治らの文学作品、かつそれを原作にした名作映画のリメイクが幾つも作られたドラマ枠であった。
末期には中山美穂主演の『あいつと私』の視聴率が16%超（ビデオリサーチ調べ、関東地方）という回はあったものの、全体的に10%前後と伸び悩んだ回が多かった。
1986年4月から1986年9月まではプロ野球ナイター中継で休止になる週が見受けられた。

## 放送作品一覧
| 回数 | 放送日         | タイトル                        | 話数                            | 主演                         | 原作       | 脚本                       | 監督             | 制作                       |
| ---- | -------------- | ------------------------------- | ------------------------------- | ---------------------------- | ---------- | -------------------------- | ---------------- | -------------------------- |
| 1    | 1985年10月17日 | 孤独な週末                      | 孤独な週末                      | 岸本加世子                   | 赤川次郎   | 和泉聖治                   | 藤田明二         | 共同テレビ                 |
| 2    | 1985年10月24日 | 払い戻した恋人                  | 払い戻した恋人                  | 藤谷美和子                   | 赤川次郎   | 木村智美                   | 中原俊           | NCP                        |
| 3    | 1985年10月31日 | 明日を殺さないで                | 明日を殺さないで                | 渡辺典子                     | 赤川次郎   | 渡辺千明                   | 和泉聖治         | オフィス・ヘンミ           |
| 4    | 1985年11月14日 | 復讐はワイングラスに浮かぶ      | 復讐はワイングラスに浮かぶ      | 柏原芳恵                     | 赤川次郎   | 山浦弘靖                   | 土井茂           | 大映テレビ                 |
| 5    | 1985年11月21日 | 名探偵はひとりぼっち            | 名探偵はひとりぼっち            | 風見慎吾                     | 赤川次郎   | 大原豊                     | 岡本弘           | 大映テレビ                 |
| 6    | 1985年11月28日 | 殺人よ、こんにちは              | 殺人よ、こんにちは              | 工藤夕貴                     | 赤川次郎   | 城谷亜代                   | 高橋勝           | アズバーズ                 |
| 7    | 1985年12月5日  | 赤いこうもり傘                  | 赤いこうもり傘                  | 松本伊代                     | 赤川次郎   | 酒井あきよし               | 中津川勲         | 東宝                       |
| 8    | 1985年12月12日 | 花嫁の父                        | 花嫁の父                        | 田村高廣                     | 赤川次郎   | 木村智美                   | 小沼勝           | NCP                        |
| 9    | 1985年12月19日 | 殺人はそよ風のように            | 殺人はそよ風のように            | 伊藤麻衣子                   | 赤川次郎   | 松木ひろし                 | 和泉聖治         | オフィス・ヘンミ           |
| 10   | 1986年1月16日  | 熱血女先生                      | 熱血女先生                      | 美空ひばり                   | -          | 酒井あきよし               | 森田光則         | ジャパンプロデュース       |
| 11   | 1986年1月23日  | 一日だけの殺し屋                | 一日だけの殺し屋                | 風間杜夫                     | 赤川次郎   | 長野洋                     | 山本邦彦         | 大映テレビ                 |
| 12   | 1986年1月30日  | 家族八景                        | 家族八景                        | 堀ちえみ                     | 筒井康隆   | 剣持亘                     | 山本邦彦         | 大映テレビ                 |
| 13   | 1986年2月6日   | 殺し屋にラブソングを            | 殺し屋にラブソングを            | 古尾谷雅人                   | -          | 前田順之介                 | 杉村六郎         | フィルムフェイス 仕事      |
| 14   | 1986年2月13日  | 恐怖のドライブ                  | 恐怖のドライブ                  | 篠ひろ子                     | -          | 出雲五郎                   | 澤田幸弘         | 日活撮影所                 |
| 15   | 1986年2月20日  | 三姉妹探偵団                    | 三姉妹探偵団                    | 和由布子                     | 赤川次郎   | 岡村香織                   | 高橋伴明         | ディレクターズ・カンパニー |
| 16   | 1986年2月27日  | 桃尻娘シリーズ                  | 1                               | 相築彰子 金子美香 黒沢ひろみ | 橋本治     | 斎藤博                     | 中原俊           | NCP                        |
| 17   | 1986年3月13日  | 独身看護婦 禁じられた結婚遊戯   | 独身看護婦 禁じられた結婚遊戯   | 榊原郁恵                     | 日下圭介   | 長尾啓司                   | 広瀬襄           | 松竹                       |
| 18   | 1986年3月20日  | 春一番が吹くまで                | 春一番が吹くまで                | 布川敏和                     | 川西蘭     | 橋本以蔵                   | 高野正雄         | カノックス                 |
| 19   | 1986年3月27日  | 放課後                          | 放課後                          | 山下真司                     | 東野圭吾   | 伴一彦                     | 木下亮           | 東宝                       |
| 20   | 1986年4月17日  | 若い人                          | 若い人                          | 石川秀美                     | 石坂洋次郎 | 佐伯俊道                   | 和泉聖治         | 仕事                       |
| 21   | 1986年5月8日   | 女教師「伊豆の踊り子」殺人事件  | 女教師「伊豆の踊り子」殺人事件  | 沢田亜矢子                   | -          | 佐伯俊道 田渕久美子        | 小原宏裕         | NCP                        |
| 22   | 1986年5月15日  | あいつと私                      | あいつと私                      | 中山美穂                     | 石坂洋次郎 | 渡辺千明                   | 吉田啓一郎       | アズバーズ                 |
| 23   | 1986年5月29日  | ぼくらの時代                    | ぼくらの時代                    | 柳沢慎吾                     | 栗本薫     | 木村智美                   | 藤田明二         | 共同テレビ                 |
| 24   | 1986年6月5日   | 寝台特急・出雲3号グルメ殺人旅行 | 寝台特急・出雲3号グルメ殺人旅行 | 小野寺昭                     | -          | 高久進                     | 小山幹夫         | 近藤照男プロダクション     |
| 25   | 1986年6月26日  | あぶない課外授業                | あぶない課外授業                | 福永恵規                     | 城島明彦   | 奥村俊雄                   | 山根成之         | 松竹                       |
| 26   | 1986年7月17日  | 花嫁の賭け                      | 花嫁の賭け                      | 石野真子                     | -          | 前田順之介                 | 山口和彦         | 仕事 フィルムフェイス      |
| 27   | 1986年7月31日  | 展望車殺人事件                  | 展望車殺人事件                  | 堤大二郎                     | 西村京太郎 | 山浦弘靖                   | 山本邦彦         | 大映テレビ                 |
| 28   | 1986年8月7日   | 陽のあたる坂道                  | 陽のあたる坂道                  | 沢口靖子                     | 石坂洋次郎 | 岡田正代                   | 土井茂           | 大映テレビ                 |
| 29   | 1986年8月28日  | 桃尻娘シリーズ                  | 2                               | 相築彰子 金子美香 黒沢ひろみ | 橋本治     | 斎藤博                     | 中原俊           | NCP                        |
| 30   | 1986年9月4日   | セーラー服三銃士                | セーラー服三銃士                | 宮崎ますみ 松下幸枝 富田靖子 | -          | 土屋斗紀雄                 | 小野原和宏       |                            |
| 31   | 1986年9月25日  | 心はロンリー気持ちは「…」       | 4                               | 明石家さんま                 | -          | 大岩賞介 君塚良一 杉本高文 | 三宅デタガリ恵介 | -                          |

## テーマ曲
- EYES IN THE BACK OF MY HEART （オフコース、1985年10月 - 1986年3月オープニングテーマ）
- ENDLESS NIGHTS （オフコース、1985年10月 - 1986年3月エンディングテーマ）
- テネシー・ワルツ（安部恭弘、1986年4月 - 1986年9月テーマ曲）

## ビデオソフト
本枠放送作品はほとんどがビデオソフト化されていないが、石坂洋次郎原作・中山美穂主演の『あいつと私』については放送後しばらくして単独でビデオソフト化された。そして2005年には、明石家さんま主演の『心はロンリー気持ちは「…」IV』が本枠以外で放送されたシリーズ作とともにDVD化された。

## 再放送
地上波ではテレビ愛知の『午後の傑作選』枠（月曜 - 金曜 12:55 - 14:55）で、『家族八景』、『あぶない課外授業』、『桃尻娘』、『帰って来た桃尻娘』などの一部の作品が再放送されることがあった。スカイパーフェクTV!と一部のケーブルテレビでは関西テレビ☆京都チャンネルの『京都チャンネルサスペンス』枠で、『殺し屋にラブソングを』、『若い人』、『花嫁の賭け』、『陽のあたる坂道』の4作品が定期的にリピート放送されていた。2011年にはフジテレビワンツーネクストで、『春一番が吹くまで』が超解像版と称してのデジタルリマスタリングを施されたうえで放送された。

## エピソード
- 『明日を殺さないで』は、テレビ情報誌『ザテレビジョン』に1984年から連載されていた赤川次郎の小説を原作とする（放送時に単行本化）。当時は同誌出版元の角川書店から赤川の作品が多数刊行されていたため、1985年秋から冬の放送開始前後の番組紹介の入れ込み方は他誌と比べて群を抜いていた。
- 『月曜ドラマランド』枠では原作とはかけ離れていたり、出版元の許諾のみで原作者にほとんど断り無く製作された作品が多々あった一方で、本枠はなるべく原作の世界観や原作者の意向を尊重した作りを目指していた。赤川次郎は、自身の原作のものは作品ごとに撮影開始前に脚本に目を通すことができていたとのこと[要出典]。
- 1986年1月30日に放送された堀ちえみ主演の『家族八景』は、当初は1985年12月26日に放送される予定だった[要出典]。しかし、本枠は当日に『木曜ドラマストリート』の枠名を外して『年末特別企画映画』と銘打ち、沢口靖子のデビュー作品である『刑事物語3 潮騒の詩』を放送した。なお、同日にはNHK総合テレビとNHK衛星第1テレビで同じく沢口靖子主演の『澪つくしスペシャル』（同名の連続テレビ小説作品の総集編）が放送されていたが[3]、関連性は不明。
- 『月曜ドラマランド』枠では同時期におニャン子クラブ出演作が多数作られたが、本枠では福永恵規主演の『あぶない課外授業』が放送されたのみである。また、『月曜ドラマランド』のおニャン子クラブ出演作がほぼ恋愛コメディであったのに対し、この作品はおニャン子らしいタイトルとは裏腹に父親の突然の失踪とその謎をめぐるサスペンスというシリアスな内容であった。
- 『セーラー服三銃士』主演の宮崎ますみ（宮崎萬純）、松下幸枝（松下由樹）、富田靖子は、1983年公開の映画『アイコ十六歳』のオーディションで選ばれてデビューした者同士である。この2作品の製作元はともにアミューズで、3人の当時の所属事務所もアミューズである。また、脇役で出演していた河合美佐も『アイコ十六歳』でデビューして所属事務所もアミューズであるなど、同窓会的なキャスティングが組まれていた。
- 1986年4月からのプロ野球ナイター中継が雨天中止になった場合の雨傘番組として『シンデレラの階段』（出演：松尾嘉代、竜雷太、高樹沙耶）が用意されていたが、結局本枠で放送されることはなかった。
- 『木曜ドラマストリート』枠用に『マイ・フェア・レディース』（出演：柴田恭兵、田中美佐子）という作品が製作されるも、放送ラインナップに載ることさえなく、いわゆるお蔵入りになりかけたが[要出典]、本枠の終了から3か月後の1986年12月30日（火曜） 23:20 - 翌1:20 に『年末ドラマスペシャル』と銘打って放送されたことで日の目を見た。監督は、それまで日活ロマンポルノのみを手がけていて一般映画に進出していなかった頃の金子修介。